# Sturzovca
Sturzovca è un comune della Moldavia situato nel distretto di Glodeni di 4.856 abitanti al censimento del 2004